# Заболоття (Березинський район)
Заболоття (біл. вёска Забалоцье) — село в складі Березинського району Мінської області, Білорусь. Село підпорядковане Поплавській сільській раді, розташоване в східній частині області.